# Die Alexanders
Die Alexanders (oder Alexanders) war eine Band in der DDR. Ein Teil der Musiker ging später in der Band Panta Rhei auf, die wiederum als Vorgängergruppe von Karat gilt.

## Bandgeschichte
Die Alexanders wurden 1967 gegründet. Gründungsmitglied Alexander Schilling war Leiter und Posaunist der Band. Zugleich fungierte er als Namensgeber der Band. Unter anderem wirkten in der Anfangsphase des Bestehens die Musiker Reinhard Lakomy, Uve Schikora, Andreas Andy Altenfelder, Johannes Lemke (Schlagzeug) und Gitarrist Johannes Hansi Biebl bei den Alexanders mit. Die Bläsergruppe bestand 1969 aus vier Bläsern.
Der Sänger und Gitarrist Herbert Dreilich sowie der Keyboarder Ulrich Ed Swillms kamen 1969 zu den Alexanders. Bassgitarrist Henning Protzmann folgte ein Jahr später. Die Band spielte melodischen Rock im Stil von Crosby, Stills, Nash & Young (CSN&Y), teilweise auch Blues, Soul und Jazzrock. 1969 erschien mit dem Jazzrock-Stück Honigmond der einzige Titel der Alexanders auf DDR-Schallplatten. 1970 wurden die Titel Hoffnung, Nachts und September vom Rundfunk der DDR produziert. Hoffnung ist eine deutschsprachige Adaption des Crosby, Stills & Nash-Titels Helplessly Hoping, Nachts lehnt sich deutlich an Tim Hardins If I Were a Carpenter an.
1971 spalteten sich Dreilich, Protzmann, Swillms und Lemke ab, um die Band Panta Rhei zu gründen. Zuvor waren die Alexanders oft als Begleitband der Schlagersängerin Karin Maria aufgetreten, die die Ehefrau Alexander Schillings war. Im selben Jahr formierten sich die Alexanders als Big Band neu und spielten bis zur Auflösung Ende der 1970er Jahre zusammen.

## Nachwirkungen
Der Titel Nachts wurde von Panta Rhei mit Veronika Fischer als Sängerin neu aufgenommen. Dreilich, Protzmann und Swillms gehörten später zu den Gründern von Karat, eine der erfolgreichsten Bands der DDR-Musikgeschichte.

## Diskografie

### LPs (Kompilationen)
- 1969: Honigmond auf Schlager im Schnee (Amiga)

### CDs (Kompilationen)
- 1996: Hoffnung auf Beatkiste Vol. 4 (Buschfunk)
- 1996: Nachts auf Beatkiste Vol. 5 (Buschfunk)
- 2005: Honigmond (Bonustrack) auf Big Beat II (Amiga/Sony)